# Петру, Тимиос
Тимиос Петру — (англ. Thimios Petrou, греч. Θύμιος Πέτρου; 1 августа 1944, Афины, Греция — 10 февраля 2018, там же) — греческий вокалист и рок-гитарист. Один из наиболее активных рок-музыкантов Греции начала и середины 1960-х годов. Основатель и лидер трёх ведущих греческих рок-групп первой волны (The Forminx, The Stormies и The Minis).

## Биография
Тимиос родился 1 августа 1944 года в Афинах. Учился в Афинской школе «Ε Γυμνασιο Αρρενων Αθηνων». С детских лет он начал играть и петь в различных музыкальных проектах, состоявших, как правило, из одноклассников или соседей. В конце 1950-х — начале 1960-х годов как таковых музыкальных групп в Греции не было. Популярная музыка была представлена различного рода оркестрами, исполнявшими джазовую, классическую или народную музыку. В одном из таких проектов играл и пел Тимиос. Никто из его участников в дальнейшем не планировал становиться профессиональным музыкантом. Всё это привело к тому что в коллективе, который организовал Тимиос, не было ни постоянного состава, доходившего порой до 8 человек, ни постоянного репертуара.
В 1961 у оркестра появляется относительно стабильный состав и название «Do-re-mi». В начале 1962 года оркестр заметил клавишник и композитор Вангелис Папатанасиу, который искал группу, чтобы играть набирающий популярность рок. В результате объединения «Do-re-mi» Тимиоса и Вангелиса появилась по сути первая греческая рок-группа — The Forminx, быстро добившаяся популярности. Тимиос был некоторое время лидером коллектива, исполняя партии на гитаре, а также некоторое время был основным вокалистом. Другие участники коллектива были заметно старше его. Вангелис родился в 1943-м, Костас Скокос — в 1940-м, а Арнис Сотирис — в 1939 году. Некоторое время Тимиос сохранял лидерство. В это время группа исполняла номера собственного сочинения в духе The Shadows. Однако постепенно лидерство перехватил Вангелис, и Тимиос стал отходить на второй план. Ситуация ещё более изменилась, когда к группе присоединился профессиональный вокалист Тасос Папастаматис, обладавший не только сильными голосовыми данными, но и эффектной внешностью. Всё это привело к тому, что Тимиос, несмотря на то, что группа была на подъёме и выпустила золотой диск с песней «Енка Джеронимо» и попала на страницы престижных американских журналов, покинул группу.
Некоторое время Тимиос был в тени, пока в 1965 году греческий продюсер, менеджер и автор текстов Никос Масторакис не разорвал контракт с The Forminx, являвшейся в середине 1960-х годов лидером греческой рок-музыки первой волны. В итоге Никос принял решение собрать первую греческую супергруппу. Лидером проекта стал Тимиос, который был хорошо известен Никосу по сотрудничеству Петру с The Forminx. Группа The Stormies по звучанию отличалась от своих основных конкурентов и более напоминала первые хард-роковые команды типа «The Yardbirds». Также «Штормы», возглавляемые Тимиосом, стали первыми использовать длинные гитарные соло во время выступлений, а также различные эффекты типа «Фузз». Во время одного из концертов у Тимиоса из-за ларингита пропал голос, и было принято решение использовать в качестве вокалиста тогда ещё мало известного Демиса Руссоса. Он согласился заменить Петру при условии, что будет выключен свет. Выступление состоялось в полумраке, Демиса почти не было видно, но исполнение было неудачным.
Во второй половине 1960-х годов политическая обстановка в Греции обострилась. Многие молодые люди оказались в армии или были под угрозой призыва. Тимиос собрал группу The Minis, которая была параллельным по отношению к The Stormies проектом, причём время от времени эти две группы объединялись для различных акций и проектов, например для съёмок в фильме Орестиса Ласкоса «Na zei kaneis i na mi zei» (Быть или не быть).
В 1967 году к власти в Греции пришла хунта «чёрных полковников». Греческие музыканты по-разному восприняли эти события. Тимиос сосредоточил своё внимание на семье. В результате чего его сын также стал известным музыкантом. При этом он указывал, что на его выбор повлияла короткая, но яркая музыкальная карьера отца.
10 февраля 2018 года Тимиос Петру умер в больнице Сотирии в Афинах от тяжелого лёгочного заболевания, которое пытался излечить в течение нескольких лет.